# مرونة (اقتصاد)
المرونة (بالإنجليزية: elasticity)‏ في علم الاقتصاد تمثل مدى استجابة متغير واحد أو أكثر للتغيرات التي تحدث في متغير آخر أو أكثر، أي قياس كيف أن تغيير متغير اقتصادي واحد سيؤثر على باقي المتغيرات الاقتصادية.

مثلا :

"إذاقمت بتخفيض سعر المنتج الخاص بي، هل سأتمكن من زيادة المبيعات ؟"

"لو قمت برفع سعر المنتج الخاص بي، ماهو مقدار النقص في المبيعات ؟"

## التمثيل الرياضي
مرونة المتغير y بالنسبة للمتغير x هي :
{\displaystyle E_{y,x}=\left|{\frac {\partial \ln y}{\partial \ln x}}\right|=\left|{\frac {\partial y}{\partial x}}\cdot {\frac {x}{y}}\right|\approx \left|{\frac {\%\Delta y}{\%\Delta x}}\right|}

## أنواع المرونة
- المرونة السعرية: وتمثل كمية التغير في كمية عرض أو طلب سلعة ما في حالة حدوث تغير في سعرها.

ونستطيع أن نقول أن هناك مرونة العرض ومرونة الطلب.
- مرونة الطلب حسب تغير الدخل: وتقيس التغير في كمية سلعة ما عند حدوث تغير في دخل المستهلك.
- المرونة المتقاطعة: وتظهر التغير في الطلب المستهلكين على سلعة ما كالقهوة مثلا نتيجة تغير لسعر سلعة أخرى بديلة كالشاي.

المرونة المتقاطعة ستكون إيجابية حالة كون السلعتين بديلتين لبعضهما (مثل القهوة والشاي) . 

حيث أن زيادة في سعر أحدهما ستؤدي إلى زيادة الطلب على السلعة الأخرى.

إن المرونة المتقاطعة ستكون سالبة في حال كون السلعتين مكملتان لبعضهما مثل الشاي وقوارير الشاي.

بينما المرونة المتقاطعة ستساوي صفر في حالة كون السلعتين غير مرتبطتين ببعضهما: مثل القهوة والنفط.
- مرونة الإحلال: وهي تشرح سهولة وتأثير إحلال عنصر من عناصر الإنتاج مكان عنصر آخر، مثل احلال العمل مكان الآلات.

## معرض صور

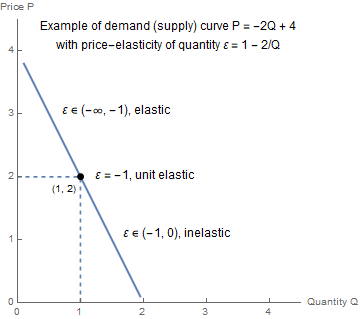
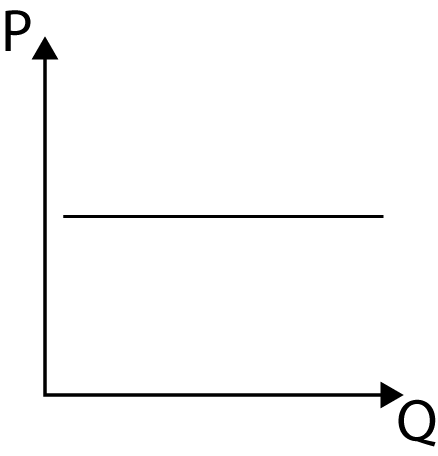
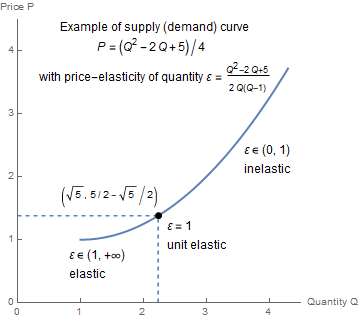
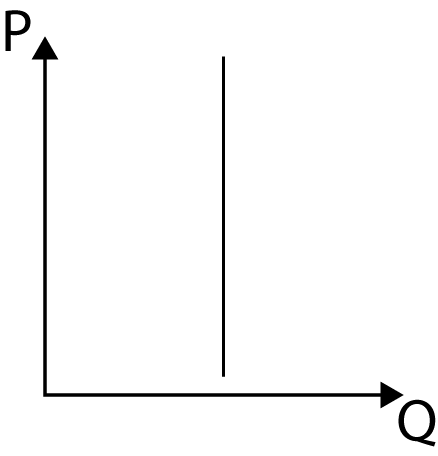
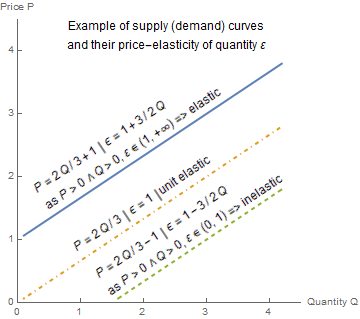
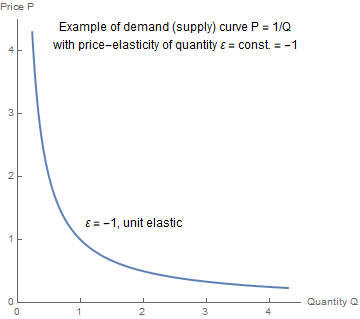